# جون بومان (سياسي)
جون بومان هو محامي وسياسي أمريكي، ولد في 1824 في تينيسي في الولايات المتحدة، وتوفي في 26 يوليو 1899. نشط حزبياً في الحزب الجمهوري. وقد انتخب عضو المجلس النيابي لولاية نيفادا ‏.